# Rubídium-hidrogénszulfid
A rubídium-hidrogénszulfid egy kémiai vegyület képlete RbHS.

## Előállítása
Rubídium és hidrogén-szulfid reakciójával lehet előállítani:
{\displaystyle \mathrm {RbOH+H_{2}S\longrightarrow RbHS+H_{2}O} }

## Tulajdonságai
Kristályai trigonálisak, tércsoport: R3m. Rács paraméterei:  a = 453,0 pm, és β = 69,3°. Elemi cellája egy atomot tartalmaz. 130 °C-on fázisátmenet következik kristályainak tulajdonságai 130 °C felett: tércsoport {\displaystyle Fm{\bar {3}}m}, rács paraméterei  a = 692 pm, elemi cellája négy atomot tartalmaz.
Sztöchiometrikus mennyiségű rubídium-hidroxid reagál, rubídium-szulfid és víz keletkezik belőle:
{\displaystyle \mathrm {RbHS+RbOH\longrightarrow Rb_{2}S+H_{2}O} }

## Fordítás
Ez a szócikk részben vagy egészben  a   Rubidiumhydrogensulfid című német Wikipédia-szócikk fordításán alapul.  Az eredeti cikk szerkesztőit annak laptörténete sorolja fel. Ez a jelzés csupán a megfogalmazás eredetét és a szerzői jogokat jelzi, nem szolgál a cikkben szereplő információk forrásmegjelöléseként.